# أحمد الكربابادي
السيد أحمد بن جعفر بن علي بن أحمد الكربابادي البحراني الموسوي (1970 - 8 سبتمبر 2017)؛ هو رجل دين وخطيب حسيني شيعي بحراني من الخطباء المعاصرين المعروفين في البحرين.

## ولادته ونشأته
كانت ولادته بقرية كرباباد في شمال البحرين سنة 1390 هـ / 1970 م ولقبه الكربابادي مشتق من اسم هذه القرية، وقد نشأ وترعرع فيها، ودرس في البحرين المراحل التعليميَّة الثلاث الابتدائيَّة والمتوسطة والثانويَّة، ثم انتقل إلى لبنان والتحق بجامعة بيروت العربيَّة، وحاز منها على البكالوريوس من قسم الآداب، ثم رجع إلى بلاده والتحق بجامعة البحرين إلى أن تخرَّج منها ونال شهادة الكفاءة (الدبلوم) في مصادر التعلّم.

## خطابته ودراسته الدينية
بعد أن أنهى دراسته الأكاديميَّة؛ تفرَّغ للدراسة الحوزويَّة، فأصبح يتردد على مدرسة الشيخ عبد الحسن آل طفل بقرية جدحفص، واتجه نحو الخطابة الحسينيَّة فتتلمذ على والده جعفر الكربابادي الذي كان من الخطباء المعروفين في البحرين، كما تتلمذ على حسن الديهي، وأحمد الرمل، ومحمد صالح العدناني، ويقول محمد صادق الكرباسي: «حتى امتلك القدرة على الخطابة خلال أربع سنوات فاستقلَّ بها وذلك عام 1410 هـ»، وعلَّق على أسلوبه الخطابي بالقول: «ويعتبر أسلوبه أسلوباً حديثاً يتناسب ومتطلبات الحاجة، وقد قرأ في الكثير من المناطق في البحرين باللغة العربيَّة».

## وفاته
توفي في 8 سبتمبر 2017 في مستشفى السلمانية في العاصمة البحرينية المنامة عن عمر ناهز 48 عامًا، إثر انتكاس حالته الصحية بسبب مرض فقر الدم المنجلي.